# الزاوية النحلية
الزاوية النحلية هي قرية أمازيغية جبلية مغربية وسط المملكة. تنتمي الزاوية النحلية لإقليم شيشاوة. تضم هذه القرية 15.950 نسمة (إحصاء 2004).